# Bertil Pettersson (fotograf)
För fler artiklar om personer med namnet Bertil Pettersson, se detta uppslagsord.
Bertil Pettersson, född 1933, är en svensk fotograf och författare.

## Priser och utmärkelser
- Årets Pandabok (barnboksklassen) 1990 (för I björnskogen)
- Årets Pandabok (barnboksklassen) 1999 (för Djuren kring mitt björngömsle)